# Crazy (Gnarls Barkley-sang)
 For alternative betydninger, se Crazy. (Se også artikler, som begynder med Crazy)
"Crazy" er debutsinglen fra 2006 af duoen Gnarls Barkley, som består af Danger Mouse og CeeLo Green, fra deres debutalbum St. Elsewhere.
Sangen vandt en Grammy Award for Bedste Urban/Alternative-præstation i 2007, og blev også nomineret til Årets indspilning.